# 関谷村
関谷村（せきたにむら）は、かつて新潟県岩船郡にあった村。

## 沿革
- 1901年（明治34年）11月1日 - 岩船郡関村、七箇谷村、九箇谷村が合併し、関谷村が発足[2]。
- 1946年（昭和21年）7月2日 - 村内に全国唯一の新教育制度の6･3･3制実験校「関谷（せきだに）学園」が設置された。（現関川小学校敷地内）
- 1954年（昭和29年）8月1日 - 岩船郡女川村と合併し、関川村となり消滅[2]。

## 行政
村長、助役、収入役は以下の通りである。

### 村長
- 渡辺善俊[3]
- 渡辺三左衛門[4]
- 渡辺万寿太郎[5]

### 助役
- 渡辺道四郎[3]

### 収入役
- 近廣吉[3]

## 経済

### 産業
農業
『大日本篤農家名鑑』によれば、関谷村の篤農家は伊藤、市井、佐藤、渡邊、船山、高橋、伊東、富樫姓の人物がいた。
企業
- 村上水電出張所[7]
- 村上貯蓄銀行関代理店 - 下関にある[1]。

## 人口
- 1909年末現住戸数は771戸、現住人口は4684人[1]。

## 地域

### 施設
- 関谷村役場[1]
- 村上区裁判所関出張所[1]
- 下関郵便電信局[1]
- 下関巡査部長派出所[1]
- 巡査駐在所 - 下川口にある[1]。
- 関尋常高等小学校 - 下関にある[1]。
- 小学校分教場 - 土沢、安角、沼、金丸にある[1]。
- 大蔵神社 - 下関にある[1]。
- 龍門寺[1]
- 瑞泉寺[1]
- 来宝寺[1]
- 雲泉寺[1]

### 組合
- 関谷漁業組合[1]

## 交通

### 鉄道路線
- 日本国有鉄道
  - 米坂線
    - 越後金丸駅 - 越後片貝駅 - 越後下関駅 - 越後大島駅

### 道路
- 二級国道113号 新潟山形線（現・一般国道 国道113号）

## 出身人物
- 伊藤貞次（第15代広島市長）[8][9]
- 佐藤泰造（村上水電社長、地主、農業、新潟県多額納税者）
- 渡辺忍（朝鮮農地開発営団理事長）